# John Astor, 3. Baron Astor of Hever

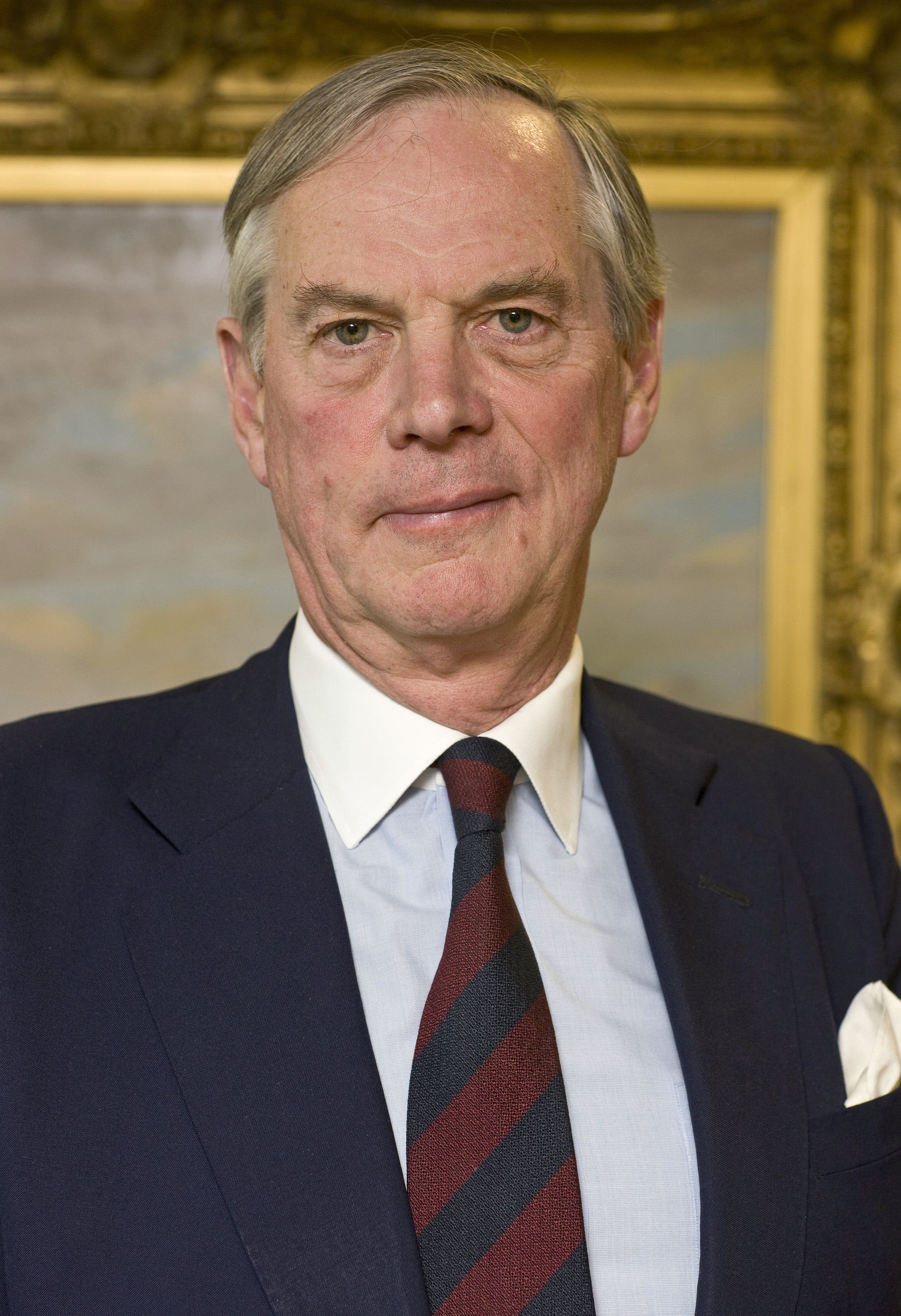
Lord Astor, 2010

John Jacob Astor VIII, 3. Baron Astor of Hever (* 16. Juni 1946) ist ein britischer Geschäftsmann, Politiker (Conservative Party) und Peer.

## Leben und Karriere
John Astor wurde am 16. Juni 1946 als Sohn von Gavin Astor, 2. Baron Astor of Hever und Irene Astor geboren. Nach seiner Ausbildung in Eton diente er von 1966 bis 1970 in der Life Guard. Astor arbeitete 11 Jahre in Frankreich und war dort der „Schirmherr“ der Conservative Party. 
Er gehört dem House of Lords als gewählter Hereditary Peer für die Tories an. 1984 wurde er nach dem Tod seines Vaters Baron Astor. 1994 war er als Wahlbeobachter in Johannesburg. Außerdem ist er seit 1996 als Deputy Lieutenant von Kent tätig. Seit 1998 war er Whip der Opposition. 1998 wurde er Sekretär der Motor Group und 2000 der Autismus-Gruppe. Er ist seit 2001 Schatzmeister der Südafrika-Gruppe, seit 2002 der Schweiz-Gruppe. Seit 2003 ist er Sprecher der Tories im House of Lords für Verteidigung, Foreign and Commonwealth Office und  „Internationale Entwicklung“. Derzeit bekleidet er auch die Position des „Parliamentary Under Secretary of State, Ministry of Defense“.
Seit Oktober 2012 ist er Ehrenmitglied des Lions Club Walldorf-Astoria.

## Familie
Astor war in erster Ehe mit Fiona Diana Lennox Harvey von 1970 bis zu ihrer Scheidung 1990 verheiratet und hat mit ihr drei Kinder. 1990 heiratete er Elizabeth Constance Mackintosh. Mit ihr hat er zwei Kinder.
Eine Tochter von ihm ist autistisch.